# Superpuchar Bułgarii w piłce siatkowej mężczyzn (2024)
Superpuchar Bułgarii w piłce siatkowej mężczyzn 2024 – dziewiąta edycja rozgrywek o siatkarski Superpuchar Bułgarii zorganizowana przez stowarzyszenie Nacionalna Wolejbolna Liga (Национална Волейболна Лига, NVL), rozegrana w dniach 12-13 października 2024 roku w hali sportowej „Lewski Sofia” w Sofii.
Po raz drugi turniej odbył się w formule pucharowej. Wzięły w nim udział cztery najlepsze zespoły w sezonie 2023/2024, tj. Lewski Sofia, Chebyr Pazardżik, CSKA Sofia i Neftochimik 2010 Burgas. Rozgrywki składały się z półfinałów i finału.
Półfinałowe pary wyłonione zostały w drodze losowania. W pierwszym półfinale Lewski pokonał w trzech setach CSKA, natomiast w drugim półfinale Deja sport zwyciężyła z Neftochimikiem 2010 również w trzech setach.
Po raz drugi, jednocześnie drugi raz z rzędu, zdobywcą Superpucharu Bułgarii został Lewski Sofia, który w finale pokonał zespół Deja sport. Najlepszym zawodnikiem spotkania (MVP) wybrany został Wenisław Antow. Nagrodę publiczności otrzymał natomiast Władimir Gyrkow.

## Drużyny uczestniczące
| Drużyna                 | Osiągnięcia w sezonie 2023/2024                                 |
| ----------------------- | --------------------------------------------------------------- |
| Lewski Sofia            | mistrzostwo Bułgarii i finał Pucharu Bułgarii                   |
| Deja sport Burgas       | zdobycie Pucharu Bułgarii i 3. miejsce w mistrzostwach Bułgarii |
| CSKA Sofia              | wicemistrzostwo Bułgarii                                        |
| Neftochimik 2010 Burgas | 4. miejsce w mistrzostwach Bułgarii                             |
| Źródło:                 |                                                                 |

## Drabinka
|  |                         |                         |                   |                   |   |              |              |       |
|  | Półfinały               | Półfinały               | Półfinały         |                   |   | Finał        | Finał        | Finał |
|  | Półfinały               | Półfinały               | Półfinały         |                   |   | Finał        | Finał        | Finał |
|  |                         |                         |                   |                   |   |              |              |       |
|  |                         |                         |                   |                   |   |              |              |       |
|  | Lewski Sofia            | Lewski Sofia            | 3                 |                   |   |              |              |       |
|  | Lewski Sofia            | Lewski Sofia            | 3                 |                   |   |              |              |       |
|  | CSKA Sofia              | CSKA Sofia              | 0                 |                   |   |              |              |       |
|  | CSKA Sofia              | CSKA Sofia              | 0                 |                   |   | Lewski Sofia | Lewski Sofia | 3     |
|  |                         |                         |                   |                   |   | Lewski Sofia | Lewski Sofia | 3     |
|  |                         |                         | Deja sport Burgas | Deja sport Burgas | 2 |              |              |       |
|  | Deja sport Burgas       | Deja sport Burgas       | Deja sport Burgas | Deja sport Burgas | 2 | 3            |              |       |
|  | Deja sport Burgas       | Deja sport Burgas       |                   |                   |   |              |              |       |
|  | Neftochimik 2010 Burgas | Neftochimik 2010 Burgas | 0                 |                   |   |              |              |       |
|  | Neftochimik 2010 Burgas | Neftochimik 2010 Burgas | 0                 |                   |   |              |              |       |
|  |                         |                         |                   |                   |   |              |              |       |

## Rozgrywki
Godziny według czasu lokalnego (UTC+3).

### Półfinały
| 12 października 2024 16:30 Źródło: | Lewski Sofia | 3:0 (29:27, 25:20, 25:23) | CSKA Sofia | Hala sportowa „Lewski Sofia”, Sofia Widzów: 850 Sędzia: Atanas Wyrbanow i Simeon Iwanow |

| 12 października 2024 19:30 Źródło: | Deja sport Burgas | 3:0 (25:21, 25:16, 28:26) | Neftochimik 2010 Burgas | Hala sportowa „Lewski Sofia”, Sofia Widzów: 230 Sędzia: Dobromir Dobrew i Aleksandyr Winaliew |

### Finał
| 13 października 2024 19:30 Źródło: | Lewski Sofia | 3:2 (25:21, 25:16, 23:25, 31:33, 16:14) | Deja sport Burgas | Hala sportowa „Lewski Sofia”, Sofia Widzów: 1000 Sędzia: Iwajło Iwanow i Ljubomir Sirakow |